# Dagmar Blümlová
Dagmar Blümlová (* 9. července 1949 České Budějovice) je česká historička, vysokoškolská učitelka českého a ruského jazyka, věnuje se českým kulturním dějinám a osobnostem 19. a 20. století

## Život a profesní působení
Dagmar Blümlová, rozená Švarcová se narodila 9. července 1949 v Českých Budějovicích, ale dětství a mládí prožila v Jindřichově Hradci. Zde žil a působil také její dědeček akademický malíř Václav Švarc. Maturovala na Střední všeobecně vzdělávací škole v Jindřichově Hradci a v Brně absolvovala na Filozofické fakultě Masarykovy univerzity obor slovanská filologie. Krátce učila v Týně nad Vltavou na Gymnáziu a od roku 1976 působila na vysokých školách v Českých Budějovicích na katedrách filologie a kulturní historie. V roce 1999, kdy se na Pedagogické fakultě Jihočeské univerzity habitovala se stala vyučující v Historickém ústavu Jihočeské univerzity. Ve své odborné práci se věnuje srovnávacím dějinám literatury a české kulturní historii přelomu 19. a 20. století. Intenzivně se zajímá o osobnosti kulturní historie. Měla vždy zájem na tom, aby život a dílo jednotlivců odrážející historii nebylo zapomenuto. Její fejetony o stovce osobností, které byly otištěny v Mladé frontě DNES, publikovala v knize Sto tváří z jihočeské kulturní historie, nebo o nich přednášela veřejnosti. Vedla studentské divadlo Provizórium při Pedagogické fakultě, které se úspěšně zúčastňovalo národních přehlídek vysokoškolských divadelních souborů Akademické Brno. Její celoživotní kreativní přístup k mladým lidem se pozitivně projevil v roce 2009, kdy studenti připravili a vydali pro svoji pedagožku knihu Dadulka, čili--, Homo ludens.
Jejím manželem a spolupracovníkem byl doc. Josef Blüml (1948–2020).

## Dílo (výběr)
- BLÜMLOVÁ, Dagmar. Bedřich Karásek. Týn nad Vltavou: Městské muzeum, 1990. 14 s.
- BLÜMLOVÁ, Dagmar. Formování osobnosti Václava Tilleho, podněty a inspirace. Praha: Universita Karlova, 1990. s. 59-80
- BLÜMLOVÁ, Dagmar. Jan Muk. Podnik služeb města České Budějovice, 1990. 31 s.
- BLÜMLOVÁ, Dagmar. Sto tváří z jihočeské kulturní historie. Vyd. 1. Pelhřimov: Nová tiskárna Pelhřimov, 2000. 405 s.ISBN 80-902584-6-8
- BLÜMLOVÁ, Dagmar. Čeněk Zíbrt a kulturní historie: studie a materiály. České Budějovice: Jihočeská univerzita, Historický ústav, 2003. 326 s., [21] s. příl. Historia culturae, 2.
- 10 let kulturní historie v Historickém ústavu Jihočeské univerzity v Českých Budějovicích. Pelhřimov: Nová tiskárna, 2001.138 s. ISBN 80-86559-03-3
- BLÜMLOVÁ, Dagmar. Stanislava Součková: život operní pěvkyně. Vyd. 1. Pelhřimov: Nová tiskárna, 2001. 176 s. ISBN 80-902584-8-4
- HRUBEC, Rudolf a BLÜMLOVÁ, Dagmar, ed. Válečný zápisník Rudolfa Hrubce: 15.III.1939-21.III.1941. 1. vyd. Bernartice: Obec Bernartice, 2001. 117 s. ISBN 80-902584-9-2
- PAŘÍZEK, L. M, BLÜMLOVÁ, Dagmar, ed. a GILAROVÁ, Zuzana, ed. České Budějovice v paměti Ladislava Mikeše Pařízka. Pelhřimov: Nová tiskárna Pelhřimov, 2005. 147 s. ISBN 80-86559-46-7
- BLÜMLOVÁ, Dagmar, ed. a JIROUŠEK, Bohumil, ed. Čas moderny: studie a materiály. České Budějovice: Jihočeská univerzita v Českých Budějovicích, Filozofická fakulta, Historický ústav ve spolupráci s NTP Pelhřimov, 2006. 438 s. Historia culturae, 9.
- BLÜMLOVÁ, Dagmar. Čas optimismu a ctižádostivých nadějí: prezentace a reprezentace české vědy a kultury v prvním desetiletí samostatného státu (1918-1929). České Budějovice: Jihočeské muzeum v Českých Budějovicích, 2009. 419 s. ISBN 978-80-904446-0-7
- BLÜMLOVÁ, Dagmar. Čas zdravého ducha v zdravém těle: kapitoly z kulturních dějin přelomu 19. a 20. století. České Budějovice: Jihočeské muzeum v Českých Budějovicích, 2009. 552 s. ISBN 978-80-87311-07-3
- BLÜMLOVÁ, Dagmar. Místa a lidé: výbor textů z let 1984-2012. České Budějovice: Společnost pro kulturní dějiny ve spolupráci s Novou tiskárnou Pelhřimov, 2013. 239 s. ISBN 978-80-905264-0-2
- BLÜMLOVÁ, Dagmar. Aloys Skoumal: ironik v české pasti. Druhé vydání, V Nové tiskárně Pelhřimov, spol. s r.o. první. Pelhřimov: Nová tiskárna Pelhřimov, 2016. 539 stran. ISBN 978-80-7415-126-2.
- BLÜMLOVÁ, Dagmar. Matěj Kopecký 1775-1847. Vydání: 2. Týn nad Vltavou: Městské centrum kultury a vzdělávání, 2017. 24 stran. ISBN 978-80-906828-0-1
- BLÜMLOVÁ, Dagmar. Jindřichův Hradec v životě a díle historika Jana Muka. 1. vydání. Jindřichův Hradec: Spolek přátel starého Jindřichova Hradce, 2024. 210 stran. ISBN 978-80-11-05678-0